# St-Vincent-de-Xaintes

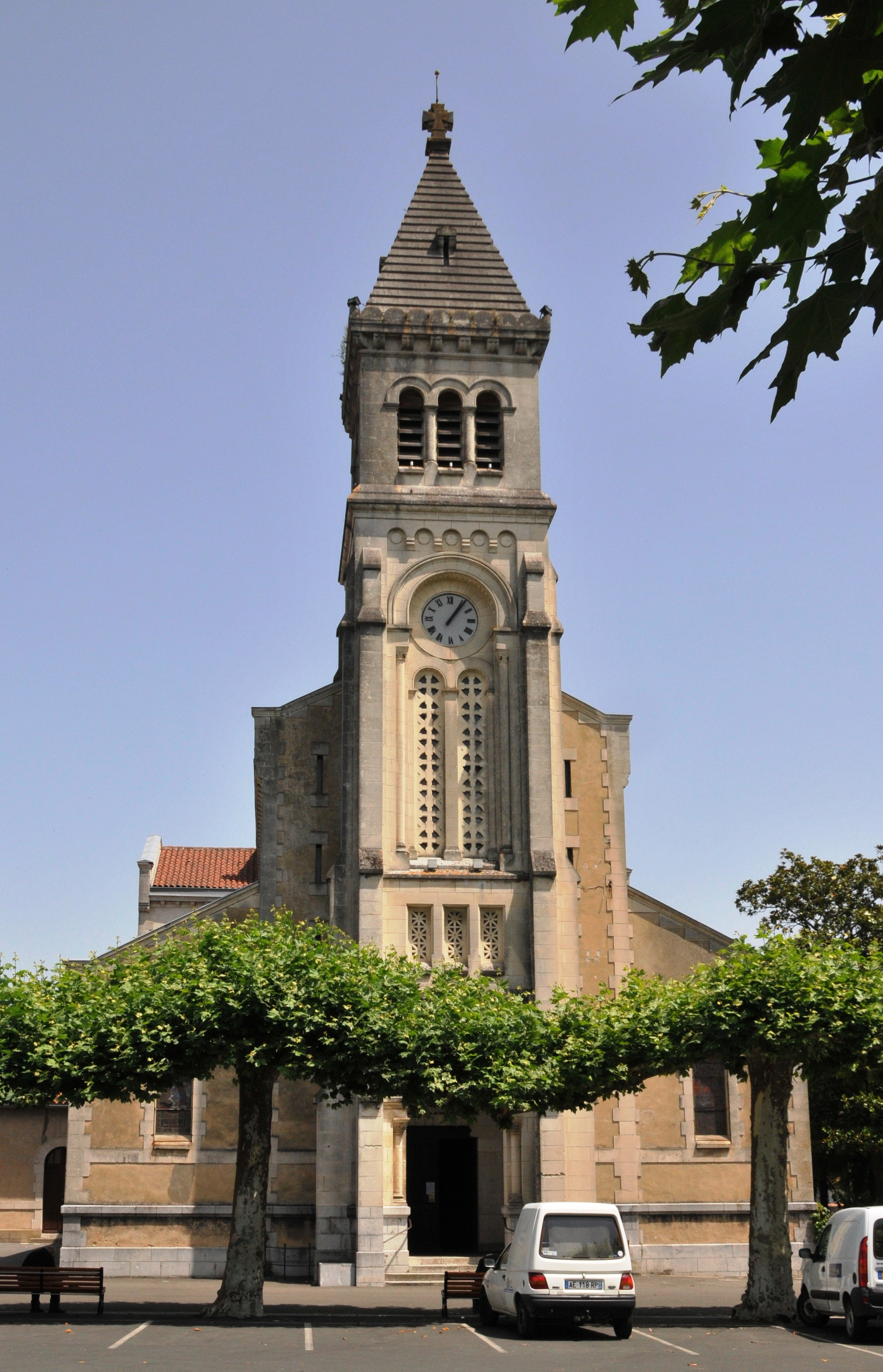
Saint-Vincent-de-Xaintes

Saint-Vincent-de-Xaintes ist eine neuromanische Kirche in Dax im französischen Département Landes. Sie steht südwestlich der Kathedrale von Dax in etwa 800 m Entfernung am gleichnamigen Platz und trägt den Namen des ersten Bischofs von Dax (3. Jahrhundert), der als Heiliger und Märtyrer verehrt wird. Neben der Kirche befindet sich das Dominikanerkloster.

## Geschichte
Die Kirche steht an der Stelle, an der der heilige Vincent-de-Xaintes das Martyrium erlitten haben soll. Vorgängerbauten waren ein gallo-römischer Tempel und eine Basilika des 11. Jahrhunderts.
Im Eingangsbereich der Kirche hängen zwei Gedenktafeln. Die westliche berichtet (in französischer Sprache):
Diese Kirche wurde in den Jahren 1892 und 1893 erbaut mit der finanziellen Hilfe der Gemeinde und den großzügigen Spenden der Gläubigen. Milliés-Lacroix war Bürgermeister von Dax, Charles Dulau war Pfarrer von Saint-Vincent des Xaintes. Die Baupläne wurden vom Stadtarchitekten Edmont Ricard entworfen.
Die östliche berichtet, dass die Kirche am 19. November 1893 unter dem Pontifikat Leos XIII. durch den Bischof von Aire und Dax eingeweiht wurde, unter Begleitung vieler Geistlicher und in Anwesenheit bürgerlicher Autoritäten und mit einer großen Prozession von Gläubigen. Am gleichen Tag wurde auch die Orgel der Kirche eingeweiht.

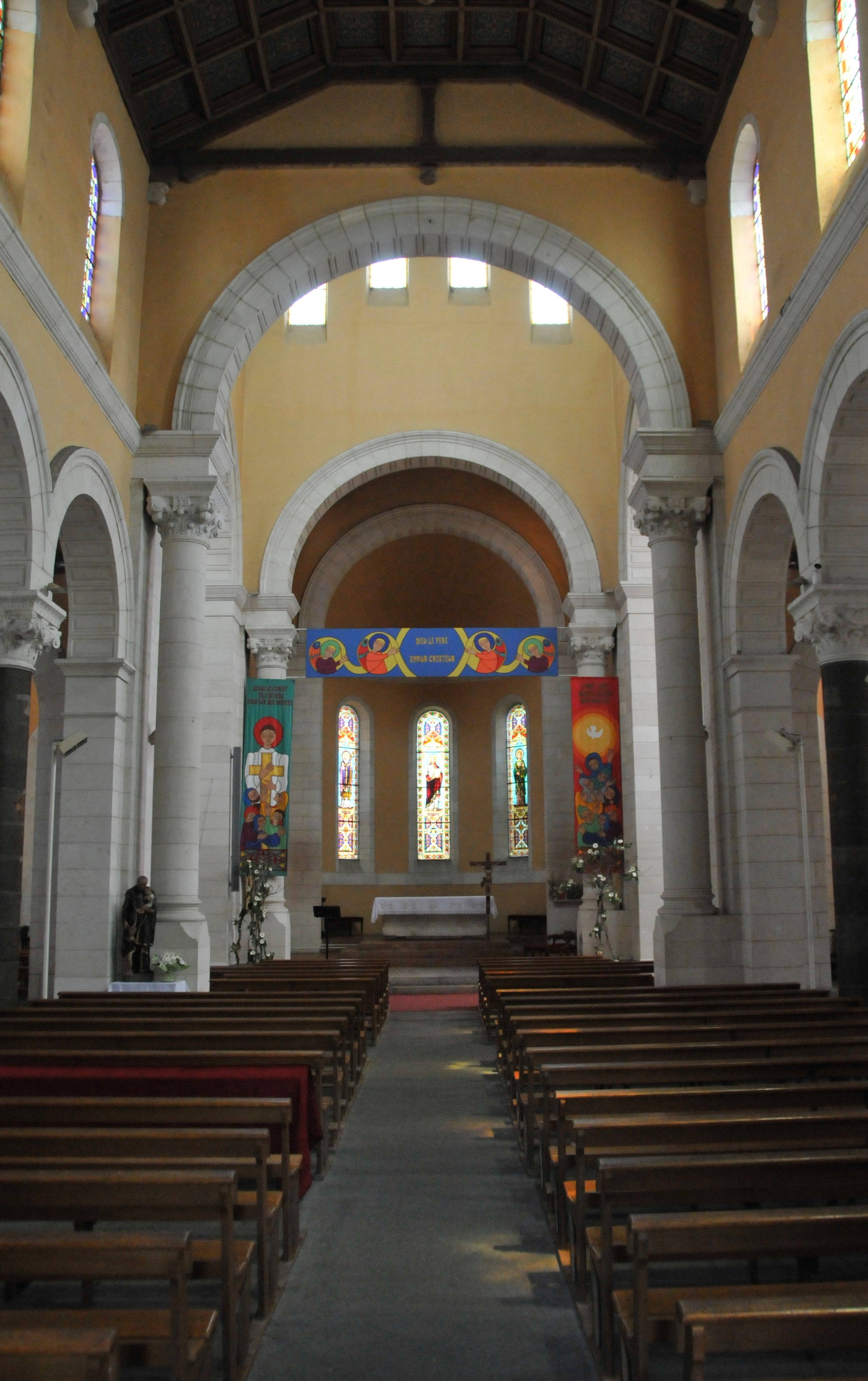
Kircheninneres
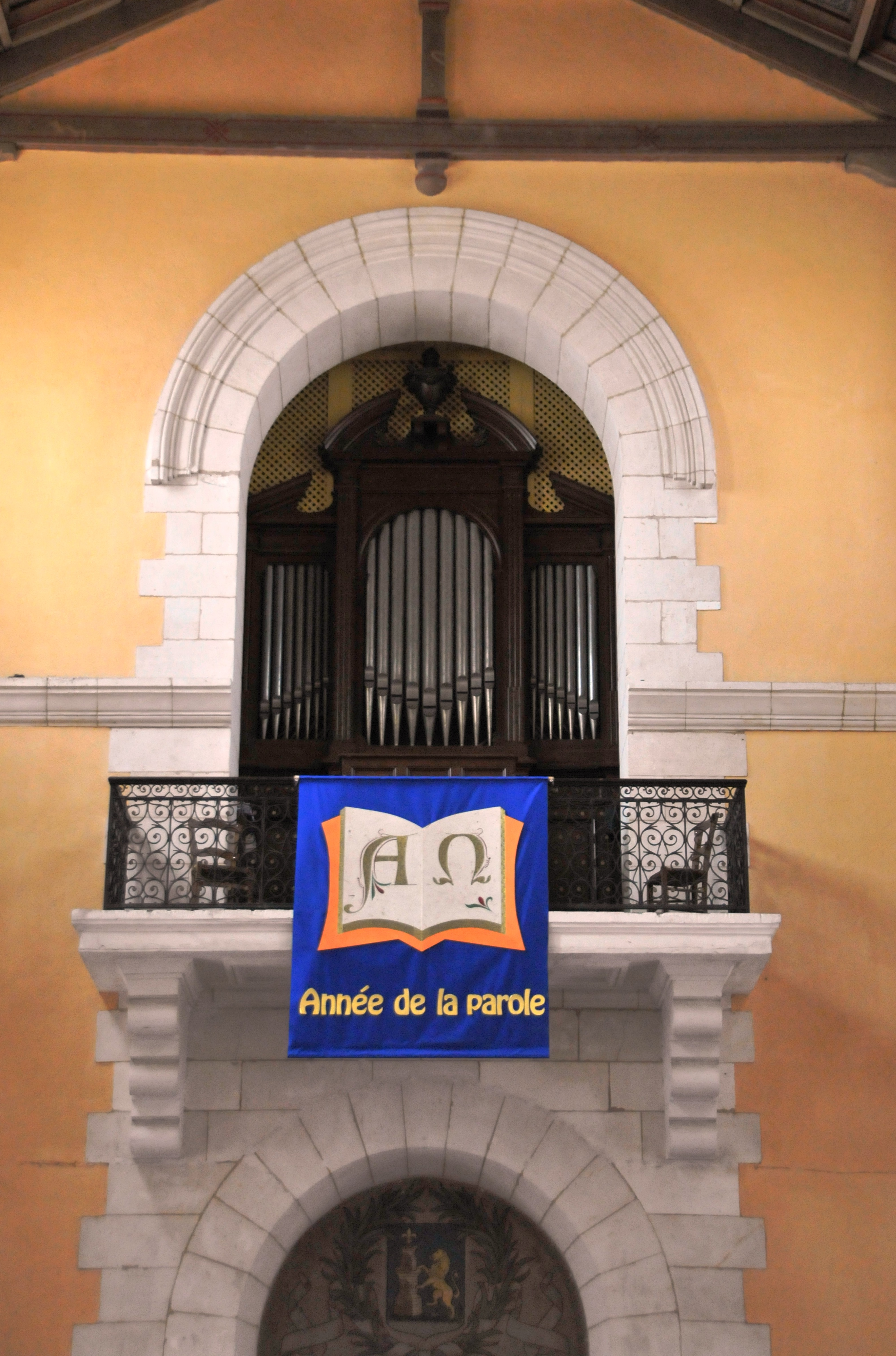
Orgel(-Empore)
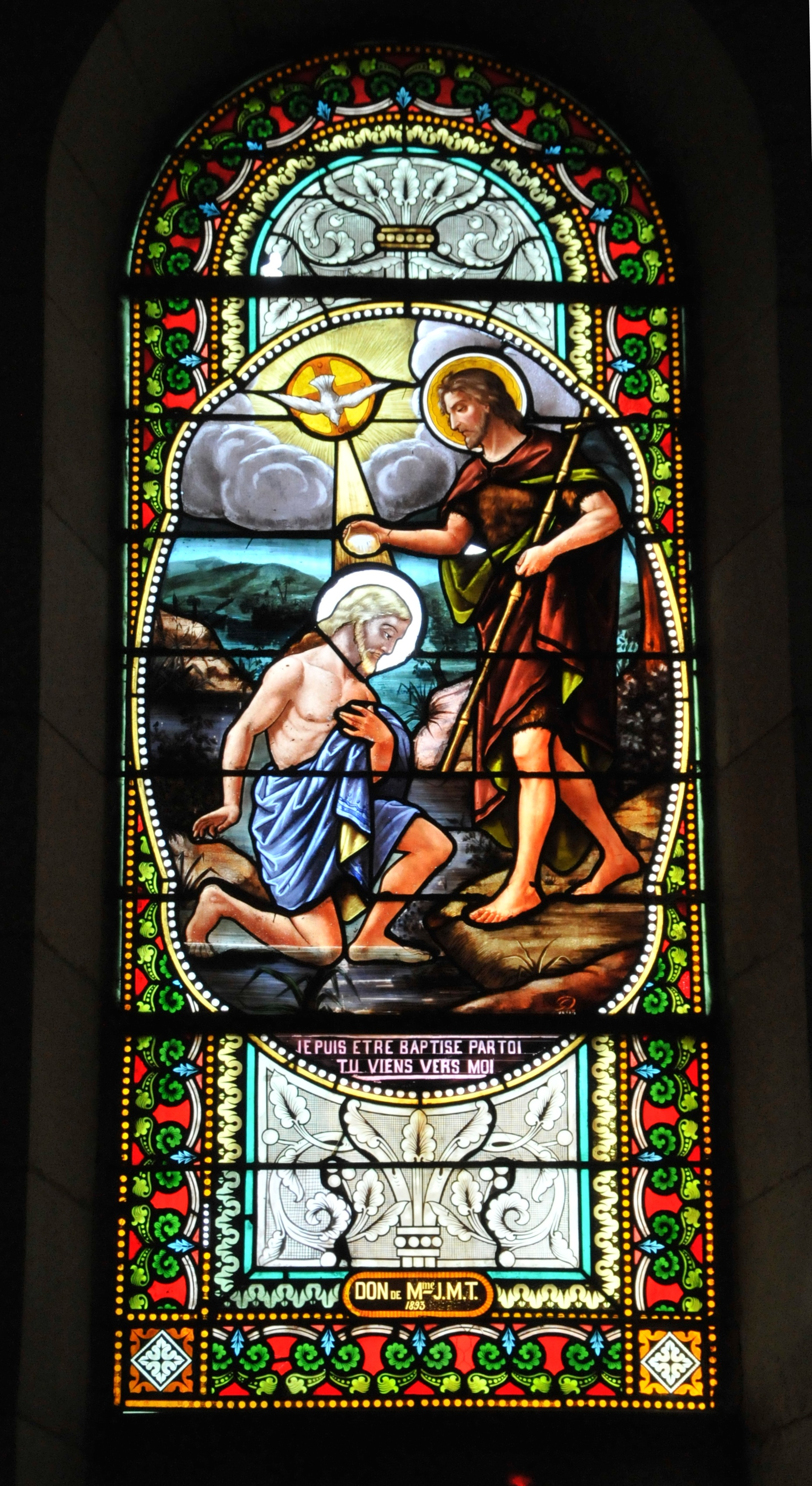
Kirchenfenster (Taufe durch Jesus)
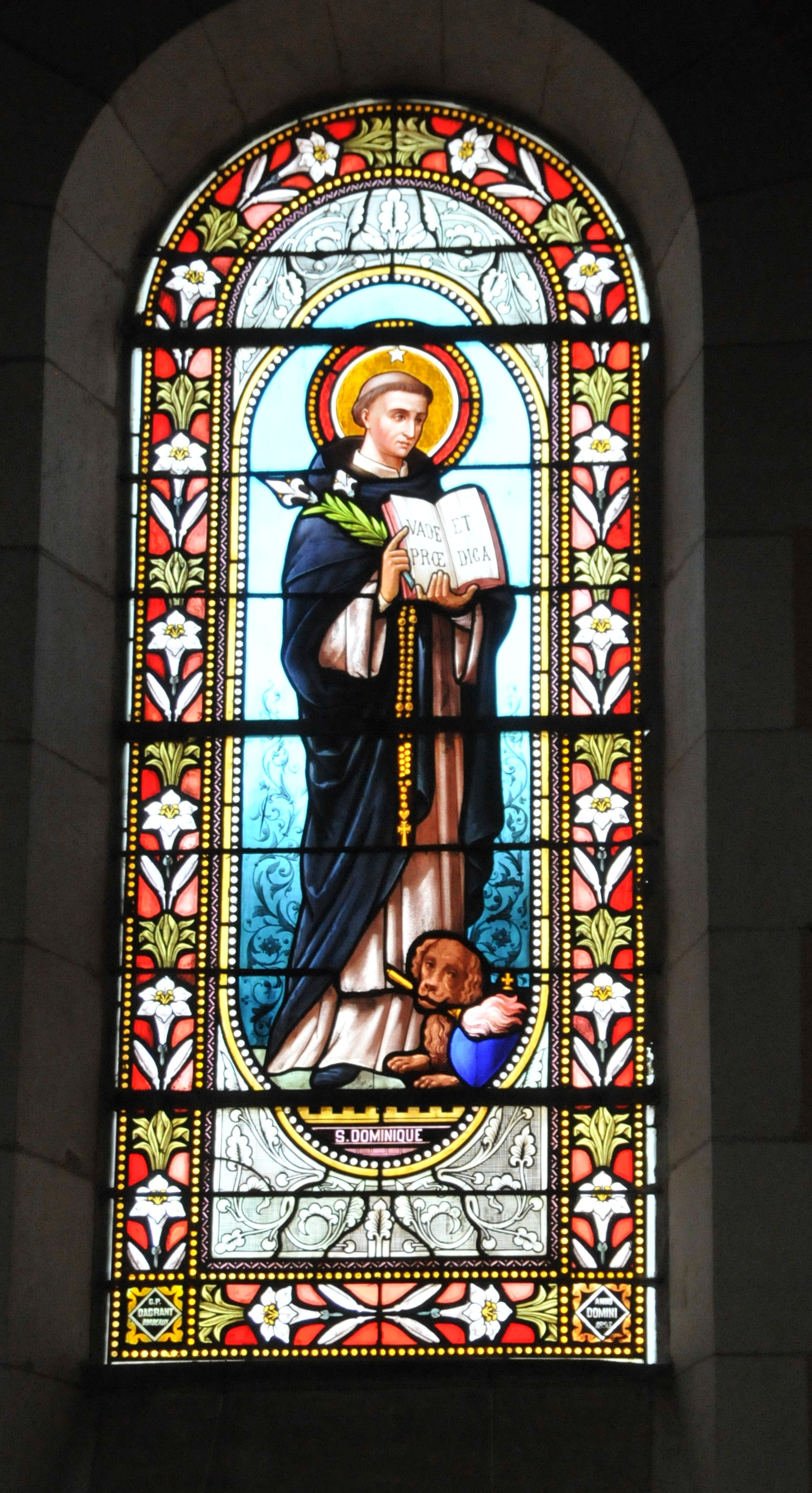
St. Dominikus
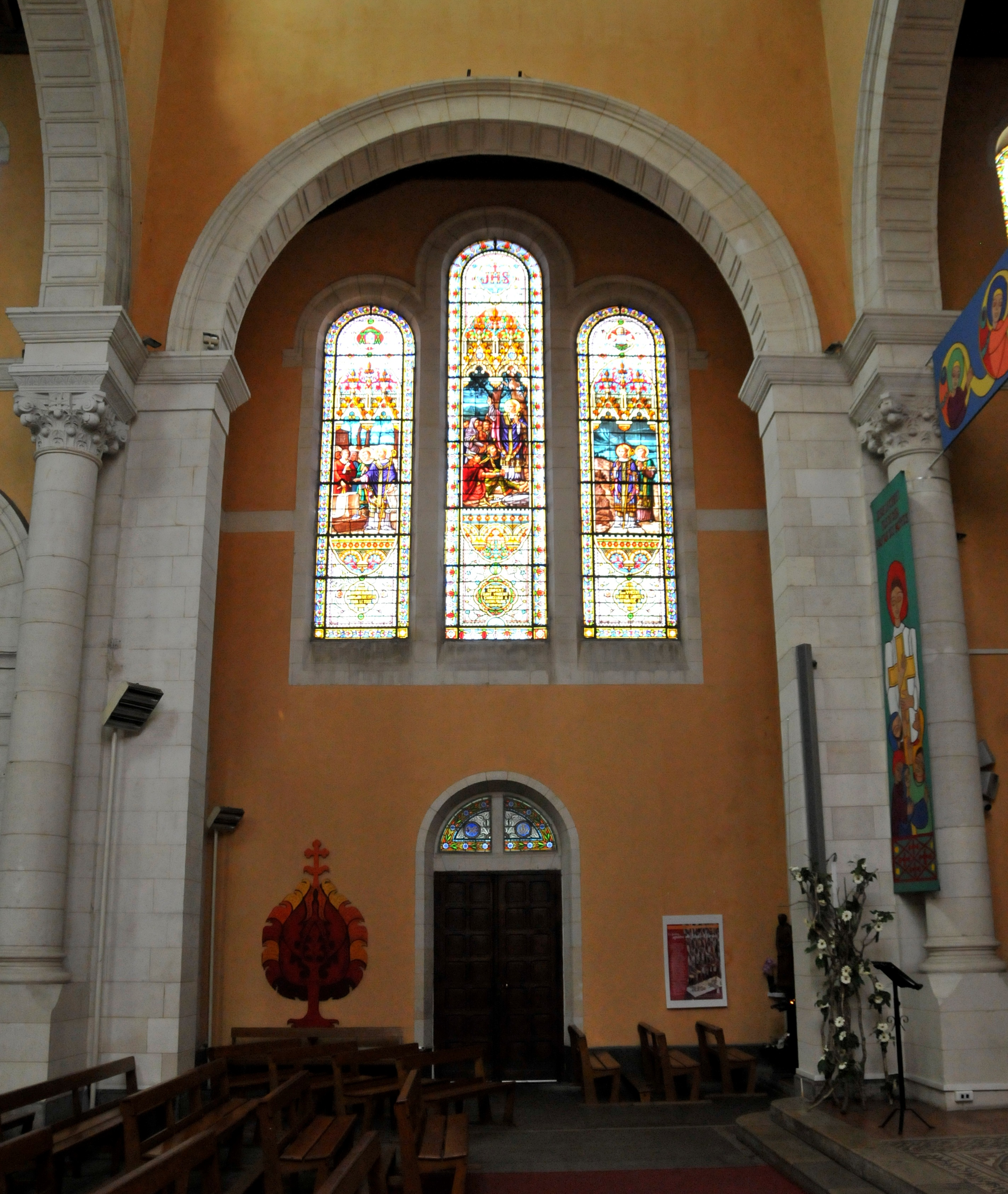
Westliches Querschiff
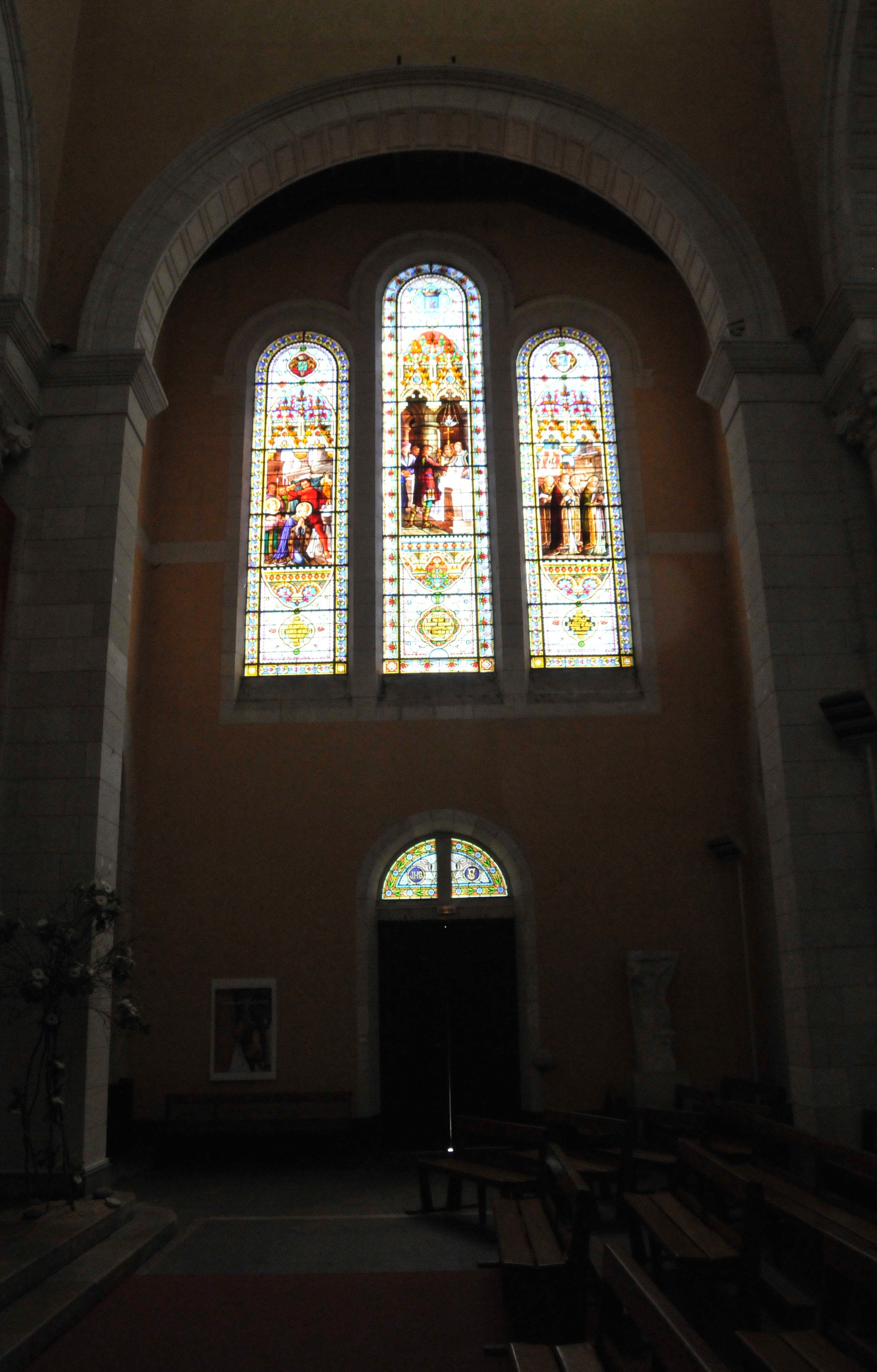
Östliches Querschiff
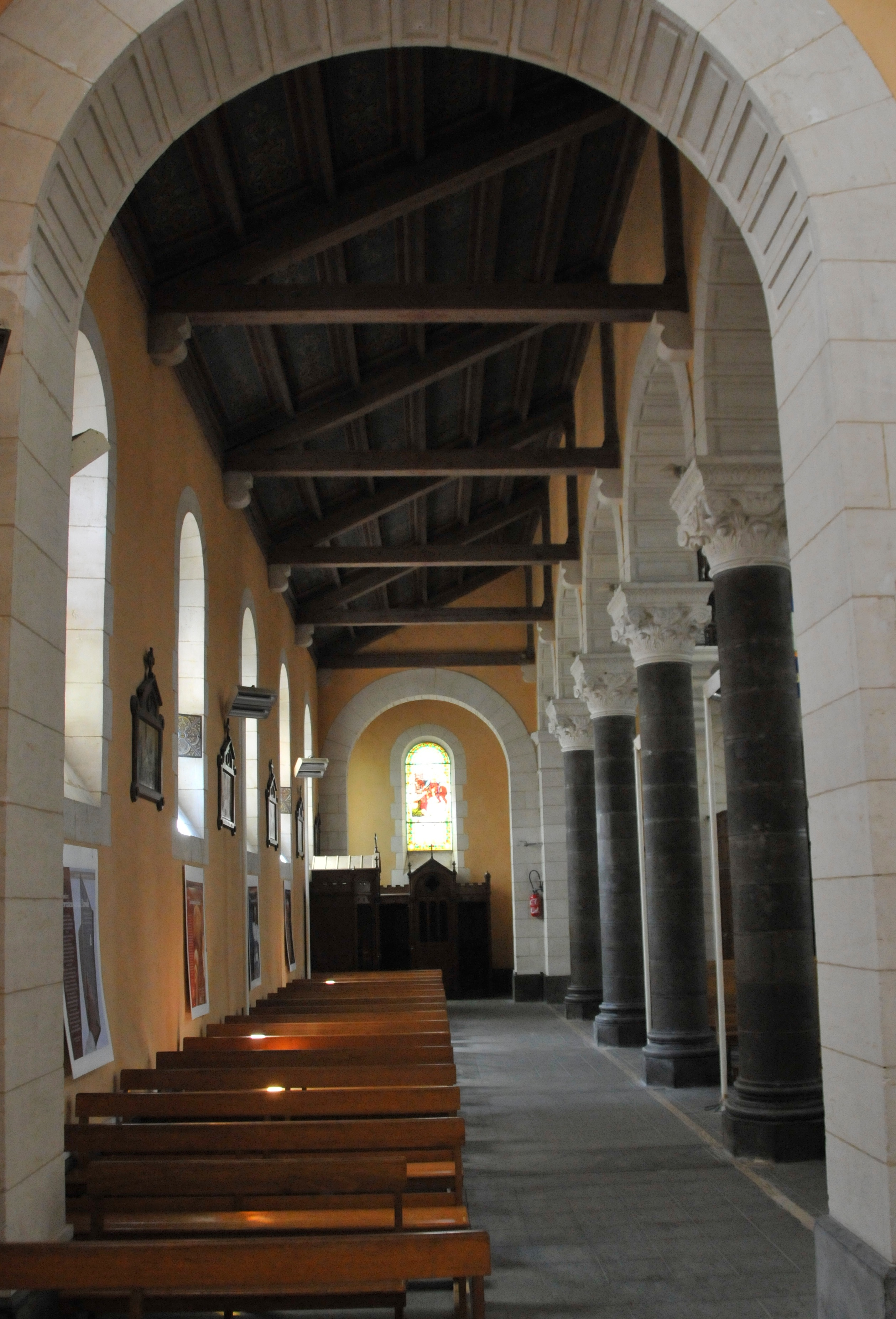
Östliches Längsschiff